# Grace Mary Crowfoot
Grace Mary Crowfoot (Lincolnshire,Inglaterra; 1879–Geldeston, 1957), fue una arqueóloga inglesa, pionera en el estudio de los tejidos arqueológicos. Trabajó en una amplia variedad de textiles del África del Norte, Oriente Medio, Europa y las Islas británicas. Tras pasar más de tres décadas en Egipto, Sudán y Palestina, regreso a Inglaterra a mediados de la década de 1930 donde fue coautora de un artículo sobre la "Túnica de Tutankamón" en 1942 y publicó breves informes sobre textiles del entierro anglosajón de Sutton Hoo en Suffolk entre 1951 y 1952. Crowfoot  entrenó a una generación de arqueólogos textiles en Gran Bretaña, entre ellos Audrey Henshall y su hija Elisabeth Henshall, y desarrolló contactos cercanos con arqueólogas textiles en Escandinavia como Margrethe Hald, Marta Hoffman y Agnes Geijer. Juntas establecieron una nueva disciplina académica, asegurando que los restos textiles encontrados en yacimientos arqueológicos se conservaran para su datación, en lugar de ser limpiados del metal y otros objetos a los que permanecían unidos.
Gran parte de la colección de textiles, implementos de hilado y tejido de Crowfoot ahora se conserva en el Centro de Investigación Textil en Leiden. Algunos de los trajes palestinos que registró se conservan en el Museo Británico. Los documentos inéditos de Crowfoot relacionados con su trabajo en Egipto, Sudán y Palestina, y muchas de las fotos que tomó entonces, se encuentran, en el Archivo de Sudán en la Biblioteca de la Universidad de Durham  y en los archivos de la Fondo para la Exploración de Palestina en Londres. Además, los dibujos de Crowfoot sobre la flora del África del Norte y Oriente Medio fueron alojados en Real Jardín Botánico de Kew. 

## Biografía
Nacida Grace Mary Hood en Lincolnshire, Inglaterra en 1879. Hija del terrateniente Sinclair Frankland Hood y su esposa Grace Swan; Grace Mary Hood era la mayor de seis hermanos: dos niñas y cuatro niños. Los intereses familiares la pusieron en contacto con muchos arqueólogos, entre ellos William Matthew Flinders Petrie, y se hizo amiga de toda la vida con Hilda Petrie, esposa de Petrie. La primera incursión de Hood en arqueología fue entre 1908 y 1909, cuando excavó los restos prehistóricos en la cueva de Tana Bertrand, sobre San Remo en la Riviera italiana que su familia solía visitar. Encontró trescientas cuentas de abalorio y señales de ocupación temprana. El trabajo no se publicaría hasta 1926.
En 1908, decidida a hacer una contribución útil a la sociedad, se entrenó para convertirse en partera profesional en el Hospital de Maternidad Clapham en Londres. Los contactos realizados resultaron inestimables más tarde, cuando  vivía en el Sudán.

## Egipto y Sudán
En 1909, Hood se casó con John Winter Crowfoot, a quien había conocido años antes en Lincoln. Él era el Subdirector de Educación en Sudán y ella se unió a él en El Cairo, donde nacieron sus hijas mayores: Dorothy Crowfoot Hodgkin, Joan y Elisabeth. Una persona que se familiarizó con los Crowfoots durante sus años en Sudán, Babikr Bedri, se refiere a la Sra. Crowfoot como "esa dama amable, sencilla y bien educada".

### Actividad
Crowfoot aprendió a tomar fotografías y estas ilustran el primero de varios volúmenes botánicos que produjo durante sus años en Egipto, Sudán y Palestina. En publicaciones posteriores volvió a sus propios dibujos lineales, sintiendo que las fotografías no podían representar con suficiente precisión y claridad los detalles de plantas y flores particulares. Después de su muerte, muchos de sus dibujos de plantas silvestres del norte de África y Medio Oriente fueron depositados en Kew Gardens en Londres. 
En 1916, durante la Primera Guerra Mundial, Crowfoot y su esposo se mudaron al Sudán, lejos de la lucha y alejados de la sociedad de expatriados de El Cairo. Había pocas personas blancas en Jartum, ninguna de ellas mujeres. Su esposo estaba a cargo de la educación y las antigüedades en la región y se convirtió en el director del Gordon College (hoy Universidad de Jartum). Crowfoot se sumergió en la vida de las mujeres locales en todo el Nilo, en Omdurman . 
Para entablar conversación con ellos, Crowfoot tomó el hilado y el tejido, lo cual ocupaba gran parte de su tiempo y se convirtió en una tejedora competente, aprendiendo a tejer telas en telares primitivos. Más tarde publicó dos artículos sobre este tema. Flinders Petrie le pidió comparar estos métodos con los métodos de hilar y tejer del Antiguo Egipto, que se había descubierto recientemente en una tumba de la XI Dinastía. Crowfoot descubrió que las técnicas y el equipo habían cambiado poco desde aquellos tiempos.

### Campaña contra la mutilación genital femenina
Aprendiendo sus artesanías fue la forma en la que Crowfoot conoció a las mujeres sudanesas y entendió sus vidas. A través de estos contactos también aprendió, con horror, la tradición local de la mutilación genital femenina que en Sudán toma la forma más severa, la infibulación . 
Siempre rápida en responder, se preguntó cómo ella, una extraña, alguien relacionado con el gobierno colonial, podría intervenir. El resultado fue la Escuela de Formación de Matronas. Se creó a principios de la década de 1920 para capacitar a las parteras locales, mejorar las condiciones de parto y, al mismo tiempo, comenzar a abordar la práctica de la mutilación genital femenina. Para dirigir la escuela, convocó a dos compañeros de sus días de Clapham, las hermanas comadronas "Bee" y "Gee" (Beatrice y Mabel) Wolff.
Tras el nacimiento de su cuarta hija, Diana, y el final de la Primera Guerra Mundial, ella y su esposo John regresaron durante algunos meses a Inglaterra, donde se reunieron con sus tres hijas mayores y alquilaron una casa en Geldeston, Norfolk. Sería el hogar de la familia durante los próximos sesenta años. Pronto regresaron al Sudán. 

## Palestina
En 1926 se le ofreció a John Crowfoot la dirección de la Escuela Británica de Arqueología en Jerusalén. Durante su tiempo allí realizó varias excavaciones importantes en Samaria-Sebaste, entre 1931 y 1933 y en 1935; en el Ophel de Jerusalén en 1927; y en iglesias paleocristianas en Jerash, entre 1928 y 1930. 
Molly Crowfoot estaba a cargo de los arreglos de vida y alimentación en el yacimiento para grupos grandes y mixtos que contenían arqueólogos de las universidades del Reino Unido, Palestina y Estados Unidos. Ella y su esposo fueron admirados por sus habilidades diplomáticas y organizativas en el buen funcionamiento de las excavaciones. Molly se interesó mucho en los hallazgos y estuvo entre los autores y editores de los tres grandes volúmenes finales sobre Samaria-Sebaste. 
Mientras vivía en Jerusalén, Molly Crowfoot reunió cuentos populares con su amiga Louise Baldensperger, cuyos padres misioneros se habían establecido en el país en 1848. Juntos produjeron De cedro a hisopo: un estudio sobre el folclore de las plantas en Palestina (1932), un trabajo temprano de etnobotánica. Muchos años después, los cuentos reunidos por las dos mujeres fueron traducidos al árabe y publicados nuevamente.

## Una jubilación activa

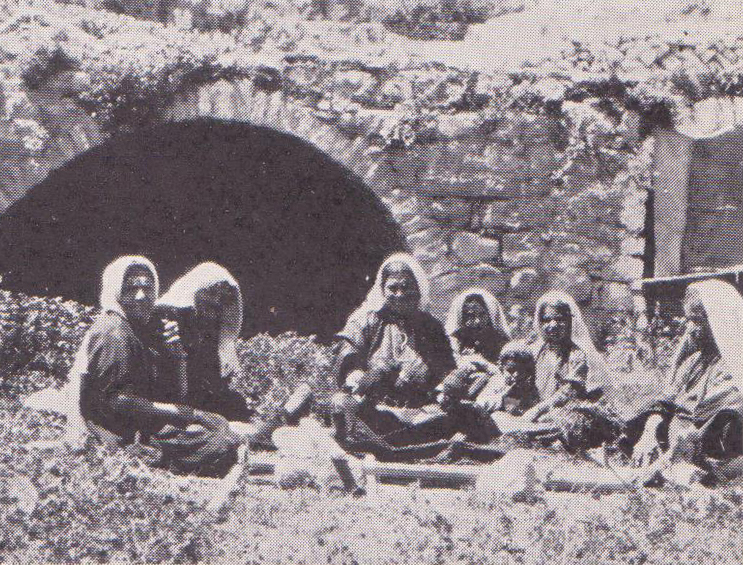
Sitt Hamdiya y Sitt Latifa de Artas demuestran el uso de un telar de tierra para tejer una cuna de hamacas para Grace Crowfoot, alrededor de 1944.

John y Molly Crowfoot regresaron a Inglaterra a mediados de la década de 1930, a tiempo para ver a sus dos hijas mayores casadas y la llegada del primero de sus 12 nietos. 
La casa familiar en Geldeston, la Casa Vieja, recibió muchos visitantes durante los siguientes veinte años. Uno sería Yigael Yadin, el hijo de su amigo y colaborador en las excavaciones de Samaria-Sebaste, el arqueólogo judío Eleazer Sukenik .
Molly Crowfoot siempre se interesó por las actividades rurales en sus largas visitas de verano en las décadas de 1920 y 1930. En 1925, creó una sucursal local de las Guías. Permaneció activamente involucrada en su retiro y, además de ser una asistente regular de la iglesia, desempeñó como secretaria en tiempos de guerra de la nueva Village Produce Association (ver "Excavando para la victoria" ) y presidenta de su Partido Laborista en la posguerra. 
En 1949 asistió a la Cámara de los Comunes cuando surgieron preguntas sobre la permanencia de la mutilación genital femenina en Sudán. Crowfoot se acercó al Secretario Colonial y al veterano diputado laborista Leah Manning para informarles sobre su experiencia y opiniones sobre el tema. Creía que una prohibición absoluta simplemente llevaría la práctica a la clandestinidad y desharía más de dos décadas de trabajo cuidadoso por parte de la Escuela de Matronas para reducir su incidencia y los efectos nocivos entre las mujeres sudanesas.
Durante los últimos años de Molly Crowfoot, a menudo estuvo enferma mientras luchaba, primero, con la tuberculosis infantil y luego con la leucemia. 
Su hija Elisabeth la ayudó a examinar y analizar las numerosas muestras textiles enviadas a la Casa Vieja desde una variedad de excavaciones. Como dama del estudio de los antiguos textiles del Medio Oriente, Molly fue invitada en 1949 a examinar las envolturas de lino de los Rollos del Mar Muerto. Una vívida cuenta preliminar fue publicada en 1951; una descripción completa y análisis apareció en 1955.
Murió en 1957 y está enterrada, con su esposo John, junto a la torre de la iglesia parroquial de San Miguel y Todos los Santos en Geldeston. Sus obituarios fueron publicados por la arqueóloga Kathleen Kenyon y su yerno, el africanista Thomas Hodgkin. 
Su hija Dorothy Crowfoot Hodgkin fue una destacada química y cristalógrafa que ganó el Premio Nobel de Química en 1964.

## Publicaciones

### Botánica
- Some desert flowers collected near Cairo (1914).[21] 35 ilustraciones.
- Flowering Plants of the Northern and Central Sudan (1928),[22] 163 dibujos lineales.
- From Cedar to Hyssop: A study in the folklore of Plants in Palestine (1932).[23] 76 ilustraciones.
- The text of From Cedar to Hyssop (1932) disponible en línea.
- Some Palestine Flowers: 64 line drawings (1933)[24]

### Textiles, otras artesanías y cuentos populares
1) Norte de África y Medio Oriente
- Models of Egyptian Looms (1921)[25]
- A tablet woven band, from Qau el Kebir (1924).[26] From 6th-century A.D. wrapping of a Coptic body.
- Methods of hand spinning in Egypt and the Sudan (1931).[27] Versiones anteriores de este texto se publicaron en Sudan Notes and Records, números 3 (1920) y 4 (1921).
- Ramallah embroidery (1935)[28]
- Samaria-Sebaste 2: Early Ivories (1938)[29]
- The tunic of Tut'ankhamun, (1942)[30]
- Palestine Exploration Quarterly, 1865 to present, online
- Handicrafts in Palestine, Primitive Weaving I: Plaiting and finger-weaving (1943)[31]
- Handicrafts in Palestine, 2: Jerusalem hammock cradles and Hebron rugs (1944)[32]
- Folk Tales of Artas—I (1951)[33]
- Folk Tales of Artas—II (1952)[34]
- The linen textiles (1955).[35] Descripción y análisis de envoltorios de lino de los Pergaminos del Mar Muerto.

2) Europa e islas británicas
- Anglo Saxon Tablet Weaving (1952)[36]
- Textiles, Basketry and Mats (1954). Entrar en History of Technology.[37]
- The braids (1956). Trenzas tejidas en tabletas de las vestimentas de San Cuthbert en Durham.[38]
- The textiles (1983). Hallazgos del entierro de barcos Sutton Hoo por Elisabeth Crowfoot, ampliando publicaciones conjuntas anteriores en 1951-2 por su madre y ella misma.[39]

## Sobre Molly Crowfoot
- Kathleen Kenyon, obituario
- Thomas Hodgkin, obituario
- Elisabeth Crowfoot, "Grace Mary Crowfoot", Women in Old World Archaeology, 2004.[40] Para el texto completo, con una lista completa de sus publicaciones, acceder al pdf. Un resumen y fotos seleccionadas están disponibles en línea.
- Amara Thornton (2011), British Archaeologists, Social Networks and the Emergence of a Profession: the social history of British archaeology in the Eastern Mediterranean and Middle East, 1870–1939 (PhD in Archaeology, UCL Institute of Archaeology). La tesis se centra en cinco arqueólogos británicos—John Garstang, John Winter Crowfoot, Grace Mary Crowfoot, George Horsfield y Agnes Conway.
- John R. Crowfoot (2012), "Grace Mary Crowfoot", entrada en Owen-Crocker G., Coatsworth E. y Hayward M. (eds), Encyclopaedia of Mediaeval Dress and Textiles of the British Isles, Brill: Leiden, 2012, pp. 161–165.
- "Grace Mary Crowfoot (1877–1957), a Grande Dame of Archaeological Textiles", The Textile Research Centre, Leiden (Netherlands).